# Emil Julkunen
Emil Julkunen (* 28. März 1990) ist ein ehemaliger Schwedischer Unihockeyspieler, welche während seiner Karriere für Pixbo Wallenstam IBK, den Grasshopper Club Zürich sowie für Zug United spielte. Darüber hinaus kam Julkunen für die Schwedische Unihockeynationalmannschaft zum Einsatz,.

## Karriere

### Verein
Julkunen stammt aus dem Nachwuchs von Pixbo Wallenstam IBK und debütierte bereits als Jugendlicher in der ersten Mannschaft. Seit 2008 gehört er der ersten Mannschaft an.
2016 wechselte Julkunen in die Schweiz zum Grasshopper Club Zürich mit einem Einjahresvertrag mit Option auf Verlängerung um ein Jahr. Der Vertrag mit dem spielstarken Flügel wurde nach Ablauf der Saison erneut verlängert.
Nach drei Jahren im Dress der Stadtzürcher wurde Julkunen im Frühjahr 2019 von Zug United verpflichtet. Julkunen, einer der produktivsten Skorer der Nationalliga A, sollte bei Zug United neben Routine auch eine Stärkung auf der rechten Angriffsseite sein. Nach zwei Saisons beendete Julkunen seine Karriere.
Nach knapp einer Saison Pause kehrte Julkunen Anfangs 2022 auf das Unihockeyfeld zurück. Beim UHC Lions Meilen Uetikon spielte der spielstarke Flügelstürmer den Saisonendspurt mit und bestritt vier Partien für die Lions.

### Nationalmannschaft
Julkunen debütierte 2008 für die Schwedische U19-Nationalmannschaft und nahm mit ihr an der Euro Floorball Tour teil. 2019 war er Bestandteil der Schwedischen U19-Nationalmannschaft und nahm mit ihr an der U19-Weltmeisterschaft in Turku und Raisio teil.
2012 kam Julkunen erstmals für die A-Nationalmannschaft zum Einsatz. Er debütierte für Schweden an der Euro Floorball Tour. Sein letztes Spiel für Schweden absolvierte er im Rahmen eines Testspiels gegen Tschechien.